# Jüri Tuulik
Jüri Tuulik (* 22. Februar 1940 auf Abruka; † 3. Juli 2014 in Kuressaare) war ein estnischer Schriftsteller. Er war der Zwillingsbruder des estnischen Schriftstellers Ülo Tuulik.

## Leben
Als die deutschen Truppen, die Estland besetzt hatten, sich am Ende des Zweiten Weltkrieges von Saaremaa zurückzogen, wurde Tuulik mit seiner Familie 1944–45 zwangsevakuiert. Nach der Rückkehr nach Estland besuchte er 1947–1952 die Grundschule auf der kleinen Insel Abruka und von 1952 bis 1958 das Gymnasium im damaligen Kingissepa (heute Kuressaare). Nach dem Abitur studierte er von 1958 bis 1963 an der Universität Tartu estnische Sprache und Literatur. Anschließend arbeitete er als Journalist, ehe er 1969 freischaffender Schriftsteller wurde. Seit 1972 war er Mitglied des Estnischen Schriftstellerverbandes.

## Werk
Tuulik debütierte 1956 in Lokalzeitungen, sein erstes Buch erschien 1966 in der vierten Kassette der sogenannten „Kassettengeneration“. Danach legte er zahlreiche weitere Bücher vor, die in teilweise volkstümlichem Humor das Landleben schilderten. Daher ist er in der deutschen Kritik gelegentlich mit der russischen Dorfprosa verglichen worden. In vielen seiner Werke ist die wörtliche Rede im Dialekt der westestnischen Inseln verfasst, was seiner Prosa zusätzliches Lokalkolorit verleiht.
Tuulik verfasste auch Schauspiele und Hörspiele. Außer ins Deutsche (s. u.) sind seine Bücher auch ins Bulgarische, Lettische, Polnische und Russische übersetzt worden.

## Bücher
- Tund enne väljasõitu. ('Eine Stunde vor Abfahrt', Tallinn: Eesti Raamat, 1966)
- Vana loss. Abruka lood. ('Das alte Schloss. Geschichten von Abruka', Eesti Raamat, 1972)
- Meretagune asi. ('Wie's so ist am Meer', Eesti Raamat, 1976)
- Vares. ('Die Krähe', Tallinn: Perioodika, 1979; Loomingu Raamatukogu 49-51/1979)
- Pulmad Abruka moodi. ('Hochzeit nach Abrukaer Art', Schauspiele, Eesti Raamat, 1979)
- Külatraagik. ('Der Dorftragiker', Eesti Raamat, 1980)
- Hirvesarvetuba. ('Das Elchgeweihzimmer', Eesti Raamat, 1983)
- Mehed ja koerad. ('Männer und Hunde', Eesti Raamat, 1985)
- Haab. ('Die Espe', Eesti Raamat, 1989)
- Mere ja taeva vahel. ('Zwischen Meer und Himmel', Tallinn: Kupar 1991 – gemeinsam mit Ülo Tuulik)
- Üksik lind mere kohal. ('Ein einsamer Vogel über dem Meer', Tallinn: Maalehe raamat, 2002)
- Linnusita. ('Vogeldreck', Maalehe raamat, 2004)
- Nässu ja Loviisaga. ('Mit Nässu und Loviisa', Maalehe raamat, 2005)
- Viimased kotkad. ('Die letzten Adler', Maalehe raamat, 2006)
- Räim, pisike kena kala. ('Der Strömling, ein kleiner netter Fisch'. Geschichten und Rezepte. Tallinn: Kadmirell, 2008)
- Aprillipörsas. ('Das Aprilferkel', Kadmirell, 2009)
- Nende aastate pilved. ('Die Wolken jener Jahre', Kadmirell, 2011)

## Auszeichnungen
- Eduard-Vilde-Preis 1977
- Juhan-Smuul-Preis für Schauspiel 1978
- Juhan Smuul-Preis für Prosa 1980
- Verdienter Schriftsteller der Estnischen SSR 1986
- August-Mälk-Novellenpreis
- Oskar-Luts-Humorpreis 2005
- Friedebert-Tuglas-Preis 2009

## Rezeption in Deutschland
Jüri Tuulik gehört zu den vergleichsweise gut im deutschsprachigen Raum rezipierten estnischen Autoren, da in der DDR zwei Bücher von ihm erschienen sind:
- Unter uns Hunden gesagt. Aus dem Russischen von Ruprecht Willnow. Verlag Volk und Welt, Berlin 1984. 200 S. (Spektrum Nr. 194)

- Der Schnapsrabe. Erzählung. Aus dem Estnischen von Irja Grönholm. Verlag Volk und Welt, Berlin 1987. 201 S. ISBN 3-353-00152-2

Tuuliks Geschichten wurden oft als Humoresken wahrgenommen, wie der Übersetzer Ruprecht Willnow zu berichten wusste: Er hatte nach der Veröffentlichung von Unter uns Hunden gesagt eine Vorlesereise mit dem Titel "Schwarzer Humor aus Estland" unternommen und kam beim Zuhörerpublikum immer gut an, obwohl der Humor "zuweilen an die Grenze des guten Geschmacks ging".
Außerdem sind einige seiner Geschichten auch in verschiedenen Anthologien oder Zeitschriften auf Deutsch erschienen:
- Das Aprilferkel (Aprillipõrsas, aus dem Russischen von Werner Kaempfe), in: Sowjetliteratur 10/1976, S. 157–164.
- Die legendäre Festung (Legendaarne kindlus, aus dem Estnischen von Aivo Kaidja), in: Estnische Novellen. Ausgewählt von Endel Sõgel. Tallinn: Perioodika 1979, S. 439–456.
- Der Espenknüppel (Haab, aus dem Estnischen von Alexander Baer), in: Erlesenes 5. Ausgewählt und mit biographischen Notizen versehen von Marijke Lanius. Berlin: Verlag Volk und Welt 1982, S. 19–24.
- Wie´s so ist am Meer (Meretagune asi, aus dem Russischen von Günter Jäniche), in: Erlesenes 6. Hrsg. von Marijke Lanius. Berlin: Verlag Volk und Welt 1983, S. 104–174.
- Benjamin Übernzaunspringer, Steuermann. (Benjamin Üleaiakargaja, tüürimees), aus dem Estnischen von Helga Viira, in: Das Schauspiel. Neuere estnische Kurzprosa. Ausgewählt von Endel Mallene. Tallinn: Perioodika 1983, S. 79–86
- Der Baziilius (Patsiilius, aus dem Estnischen von Irja Grönholm, in: Irja Grönholm / Cornelius Hasselblatt (Hgg.): Trugbilder. Moderne estnische Erzählungen. Frankfurt am Main: DIPA-Verlag 1991, S. 88–95. (ISBN 3-7638-0156-1)

## Hörspiele
Als Besonderheit kann erwähnt werden, dass in der DDR auch vier Hörspiele von Jüri Tuulik gesendet worden sind:
- Margit und Maria. (Margit ja Maria, übers. von G. Jäniche). Erstsendung 7. September 1985, Stimme der DDR.
- Tisainer (Tisainer, übers. von I. Grönholm). Erstsendung 30. Juni 1987, Radio DDR I.
- Ein Abend mit berühmten Leuten. (Õhtu suurmeestega, übers. von I. Grönholm). Erstsendung 30. Juni 1987, Radio DDR I.
- Anderson (Anderson, übers. von I. Grönholm). Erstsendung 7. Juli 1988, Stimme der DDR (Jugendradio DT 64).

## Trivia
Die Geschichte Der Espenknüppel (Haab) ist insgesamt viermal von vier verschiedenen Personen übersetzt und veröffentlicht worden:
- Übersetzt von Viktor Sepp (?), in: Estland '77. Tallinn: Perioodika 1977, S. 71–75.
- Übersetzt von Alexander Baer, in: Erlesenes 5. Berlin: Verlag Volk und Welt 1982, S. 19–24.
- Übersetzt von Helga Viira, in: Das Schauspiel. Neuere estnische Kurzprosa. Ausgewählt von Endel Mallene. Tallinn: Perioodika 1983, S. 87–92.
- Übersetzt von Aivo Kaidja, in: Sowjetliteratur 1/1989, S. 53–59.